# Rebrewci
Rebrewci (bułg. Ребревци) – wieś w Bułgarii, w obwodzie Wielkie Tyrnowo, w gminie Elena. W 2024 roku liczyła 14 mieszkańców.